# Sphaerephesia
Sphaerephesia – rodzaj wieloszczetów z rzędu Phyllodocida i rodziny Sphaerodoridae. Obejmuje 35 opisanych gatunków.

## Morfologia
Wieloszczety te w większości przypadków mają ciało krótkie, grube, elipsowate w zarysie, ale u niektórych gatunków jest ono smukłe i wydłużone. Oskórek jest gruby i pozbawiony kolagenu. Grzbietowa strona szczecinkonośnych segmentów ciała (chetigerów) zaopatrzona jest w guzki makroskopowe, które rozmieszczone są w szeregach podłużnych i poprzecznych. Szeregów podłużnych jest cztery. Szereg poprzeczny jest jeden na każdym segmencie. Wszystkie guzki makroskopowe są siedzące (pozbawione szypułek), a ich kształt może być kulisty, półkulisty lub gruszkowaty. U części gatunków guzki te zwieńczone są brodawkami końcowymi (papillami terminalnymi), często bardzo krótkimi, wyglądającymi jak przedłużenie szczytu guzka, nie oddzielonymi od jego pozostałej części przewężeniem. Na całym ciele oraz na parapodiach obecne są ponadto papille dodatkowe. Nie występują natomiast na ciele guzki mikroskopowe.
Prostomium zaopatrzone jest w parę głaszczków, dwie lub trzy pary czułków bocznych oraz pojedynczy czułek środkowy. Poza tym część głowowa zaopatrzona jest w parę cirrusów mackowatych (okołogębowych). Wszystkie te przydatki są krótkie i mogą być zaopatrzone w ostrogi lub brodawki nasadowe albo być ich pozbawione. U części gatunków obecne są ponadto papille czułkowate. Mogąca się wywracać na zewnątrz część gardzieli (ryjek) pozbawiona jest uzbrojenia. 
Parapodia są jednogałęziste. Każde ma jedną, tęgą acikulę. Na brzusznej stronie parapodium wyrasta cirrus wentralny o kształcie walcowatym lub gruszkowatym i długości nie wykraczającej poza wierzchołek płata acikularnego. Na chetigerze pierwszym brak jest szczecin zmodyfikowanych w przysadziste, zakrzywione haki. Szczecinki wszystkich parapodiów są złożone, zbudowane z nieco nabrzmiałego na szczycie trzonka i osadzonego na nim sierpowatego wyrostka.

## Taksonomia
Takson ten wprowadzony został w 1972 roku przez Kristiana Fauchalda. Gatunkiem typowym wyznaczono Sphaerephesia longisetis. Tradycyjnie definiowano go jako rodzaj obejmujący formy o krótkim ciele z czterema podłużnymi rzędami mających bardzo krótkie brodawki końcowe guzków makroskopowych oraz ze złożonymi szczecinkami parapodiów. Jeszcze w 1997 roku do tak definiowanego rodzaju zaliczano tylko 3 gatunki. W pracach z 2015 i 2016 roku zaczęto wyrażać wątpliwości co do monofiletyzmu klasycznie definiowanych rodzajów Sphaerephesia i Sphaerodoropsis. Wyniki przeprowadzonej w 2019 roku przez Maríę Capę i innych molekularnej analizy filogenetycznej potwierdziły ich parafiletyzm. Na ich podstawie zmieniono diagnozy obu rodzajów, do Sphaerephesia zliczając 35 opisanych gatunków:
- Sphaerephesia amphorata Capa, Osborn & Bakken, 2016
- Sphaerephesia anae (Aguado & Rouse, 2006)
- Sphaerephesia artabrensis (Moreira & Parapar, 2007)
- Sphaerephesia biserialis (Berkeley & Berkeley, 1944)
- Sphaerephesia chilensis Fauchald, 1974
- Sphaerephesia corrugata (Hartman & Fauchald, 1971)
- Sphaerephesia discolis (Borowski, 1994)
- Sphaerephesia elegans (Hartman & Fauchald, 1971)
- Sphaerephesia exmouthensis (Hartmann-Schröder, 1981)
- Sphaerephesia fauchaldi Kudenov, 1987
- Sphaerephesia furca (Fauchald, 1974)
- Sphaerephesia gesae Moreira & Parapar, 2011
- Sphaerephesia hutchingsae Capa & Bakken, 2015
- Sphaerephesia kitazatoi (Shimabukuro et al., 2017)
- Sphaerephesia laevis (Fauchald, 1974)
- Sphaerephesia laureci (Desbruyères, 1980)
- ?Sphaerephesia longesetosa (Averincev, 1972)
- Sphaerephesia longipalpa (Hartman & Fauchald, 1971)
- Sphaerephesia longipapillata (Desbruyères, 1980)
- Sphaerephesia longiparapodium (Katzmann, 1973)
- Sphaerephesia longisetis Fauchald, 1972
- Sphaerephesia malayana (Augener, 1933)
- Sphaerephesia mamalaensis Magalhães, Bailey-Brock & Barrett, 2011
- Sphaerephesia martinae (Desbruyères, 1980)
- Sphaerephesia parva (Ehlers, 1913)
- Sphaerephesia philippi (Fauvel, 1911)
- Sphaerephesia protuberanca (Böggemann, 2009)
- Sphaerephesia regularis Böggemann, 2009
- Sphaerephesia sibuetae (Desbruyères, 1980)
- Sphaerephesia similisetis Fauchald, 1972
- Sphaerephesia stellifer (Aguirrerezabalaga & Ceberio, 2005)
- ?Sphaerephesia simplex (Amoureux, Rulllier & Fishelson, 1978)
- Sphaerephesia triplicata (Fauchald, 1974)
- Sphaerephesia vittori (Kudenov, 1987)
- Sphaerephesia wilsoni (Capa & Bakken, 2015)